# Im Tal der Biber
Im Tal der Biber ist ein US-amerikanischer Dokumentar-Kurzfilm von James Algar aus dem Jahr 1950.

## Handlung
Im Tal der Biber in den amerikanischen Rocky Mountains hat sich ein Stück ursprünglicher Natur erhalten. Das Tal wird vom Biber dominiert, der die Bäume benagt, um an die Zweige zu kommen. Diese nutzt er als Baumaterial und frisst als Vegetarier zudem die Rinde. Die Biber, die für den Zweigtransport auch kleine Kanäle anlegen, ziehen weitere Siedler im Tal an, so Vögel, die im Uferschilf nisten. Auf ehemaligen Biberteichen, die nun überwachsen sind, fressen amerikanische Elche, aber auch Rehe fühlen sich wohl. Nur der Präriewolf hat ein ums andere Mal das Nachsehen, sind Biber doch schnelle Schwimmer, während sich andere Tiere wie die Rohrdommel oder der Blaureiher perfekt zu tarnen wissen.
Ein Biber zieht im Spätfrühjahr aus, um eine eigene Familie zu gründen. Er kommt in ihm unbekannte Gewässer und lernt ein Biberweibchen kennen. Ein vermeintlicher Nebenbuhler entpuppt sich als Sohn des Weibchens, sodass das Männchen nun schneller eine fertige Familie hat, als er sich erträumt hat. Es gilt, die Biberburg zu bauen und Vorräte anzulegen, bevor der Winter kommt. Während die Vögel singen und die ausgelassenen Fischotter ihre Späße treiben, arbeitet der Biber Tag und Nacht an seinem Bau. Die Lachse kommen im Herbst ins Tal der Biber, um zu ihren Laichgründen zu gelangen. Der Biber arbeitet ungeachtet dessen weiter und selbst als die Wildgänse das Tal verlassen, ist er noch mit dem Anlegen von Vorräten beschäftigt. Die Otter nutzen den frischgefallenen Winterschnee zu ausgelassenen Rutschpartien und der Biber transportiert den letzten Vorratszweig in seinen Bau. Wenig später sind die Seen im Land der Biber zugefroren. Der Biberbau liegt unter einer festen Schneedecke und der Biber und seine Familie haben genug Vorräte, um über den Winter zu kommen. Nur der Präriewolf streunt weiter durch die Gegend und hat die Hoffnung auf Nahrung noch nicht aufgegeben.

## Produktion
Im Tal der Biber entstand als Teil der Disney-Reihe Entdeckungsreisen im Reiche der Natur. Originalsprecher ist Winston Hibler. Der Film erlebte am 19. Juli 1950 seine Premiere. Im Jahr 2012 erschien er auf der Disney-DVD-Reihe Naturfilm-Klassiker.

## Auszeichnungen
Im Tal der Biber wurde 1951 mit einem Oscar in der Kategorie „Bester Kurzfilm (zwei Filmrollen)“ ausgezeichnet. Auf der Berlinale 1951 erhielt der Film den Goldenen Bär in der Kategorie „Dokumentarfilm“. Im Jahr 1952 wurde der Film zudem mit einem BAFTA als bester Dokumentarfilm ausgezeichnet.